# ARVØ

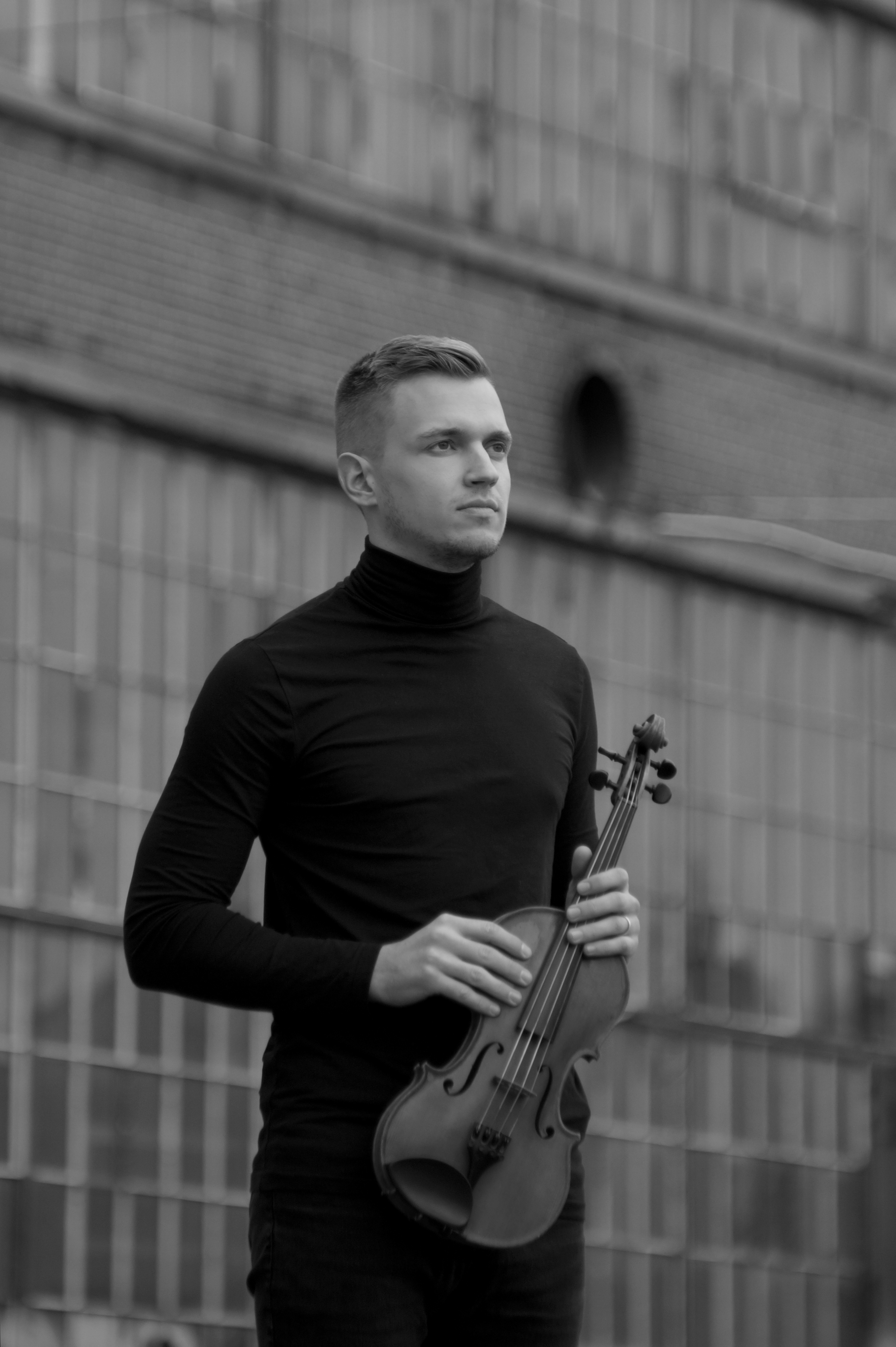
ARVØ im Oktober 2018

ARVØ (* 1992 in Erlabrunn als Raphael Schmiedel) ist ein deutscher Musiker und Musikproduzent.

## Leben
Im Alter von 10 Jahren entdeckte ARVØ das Interesse an elektronischer Musik und begann, eigene Lieder zu produzieren und später als DJ im Raum Zwickau aufzulegen. Später wohnhaft in Tallinn kam es im September 2017 zu einem Treffen mit dem weltweit meistgespielten, noch lebenden Komponisten, Arvo Pärt. Ausgelöst durch diese Begegnung wurde kurze Zeit später das vom Vornamen des Komponisten abgeleitete Musikprojekt ins Leben gerufen.
Die erste Veröffentlichung fand mit der Single Northward Bound im Dezember 2018 statt. Als Teil der Kompilation Tour de Traum XVI des von Riley Reinhold geführten Kölner Labels Traum Schallplatten war ARVØ neben Künstlern wie Dominik Eulberg, Max Cooper oder Ryan Davis vertreten.
Im März 2019 erschien ARVØs Remix des Songs Lell’o (3. Preis Song des Jahres 2018 in Estland.) der erfolgreichen estnischen Band Trad.Attack!. Dieser war zugleich die erste offizielle Neuinterpretation eines der Werke Trad.Attack!s.
Im Oktober 2019 erschien die Debüt-EP Dream Off auf dem in Chicago ansässigen Label Deep Hype Sounds.
Mit der EP Güzell veröffentlichte ARVØ im Mai 2020 seinen ersten Release auf dem Label Sonderling Records des Musikers und Technoproduzenten Niklas Worgt. Dieser remixte im September 2020 ARVØs Track Choice of Life, der auf Worgts Label Fruehling erschien.
August 2020 erschien die EP Pirita auf dem Label Wanderlust der Leipziger DJ Pretty Pink.

## Musikalischer Stil
ARVØ ist dem Bereich Techno und Electronica zuzuordnen. Die Besonderheit seiner Musik ist das Einbinden von Klängen der Violine, welche er seit dem 5. Lebensjahr spielt. So wird seine Musik mitunter als Violintechno beschrieben.

## Diskografie

### EPs
- 2019: Dream Off (Deep Hype Sounds)
- 2019: Sunrise (Antrieb Musik)
- 2020: Güzell (Sonderling Berlin)
- 2020: Hands on Silki
- 2020: Pirita (Wanderlust)
- 2020: Choice of Life incl. Niklas Worgt Remix (Fruehling)

### Singles
- 2018: Northward Bound (Traum Schallplatten)

### Remixes
- 2019: Trad.Attack! – Lell’o (ARVØ Remix)
- 2020: Mr. Mojo - Trip around the sun (ARVØ Remix)